# Maipú (Mendoza)
Maipú – miasto w zachodniej Argentynie, w prowincji Mendoza. Jest stolicą departamentu o tej samej nazwie. W 2001 roku miasto liczyło 89,433 mieszkańców. W okolicach znajdują się winnice.